# جوری عیل (سومالی)
جوری عیل (به عربی: جوری عیل) یک منطقهٔ مسکونی در سومالی است که در Galmudug واقع شده‌است. جوری عیل ۳۵۰٬۰۰۰ نفر جمعیت دارد.